# Пиримов (село)
Пиримов (каз. Пірімов, до 1997 г. — Ленино) — село в Казалинском районе Кызылординской области Казахстана. Административный центр Кумжиекского сельского округа. Код КАТО — 434443100.
В 1946 году в селе родился композитор Кенес Дуйсекеев.

## Население
В 1999 году население села составляло 1293 человека (652 мужчины и 641 женщина). По данным переписи 2009 года в селе проживало 1213 человек (618 мужчин и 595 женщин).